# Trachylepis lacertiformis
Trachylepis lacertiformis este o specie de șopârle din genul Trachylepis, familia Scincidae, descrisă de Peters 1854. A fost clasificată de IUCN ca specie cu risc scăzut. Conform Catalogue of Life specia Trachylepis lacertiformis nu are subspecii cunoscute.

## Galerie

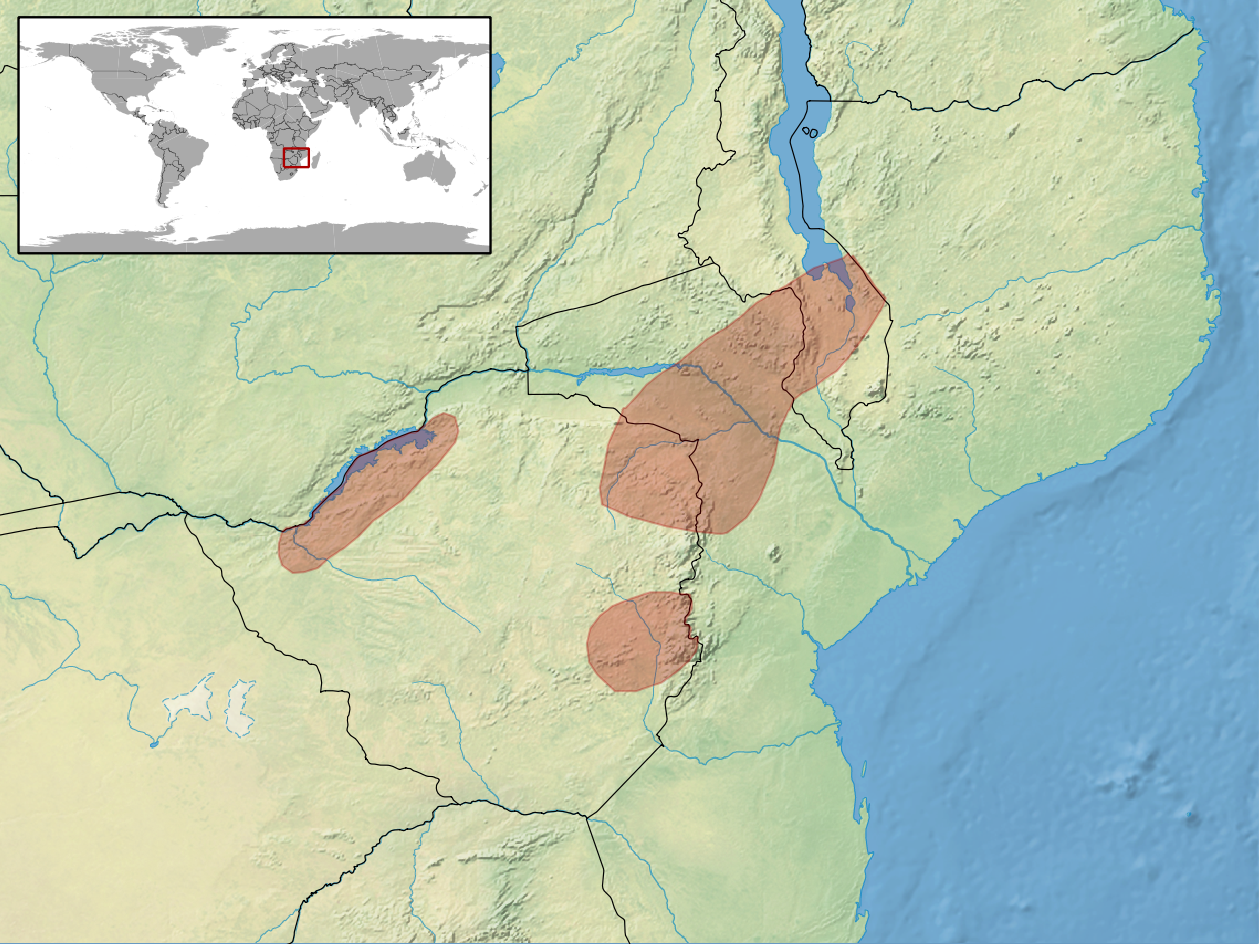